# Forcipata xlix
Forcipata xlix är en insektsart som beskrevs av Hamilton 1998. Forcipata xlix ingår i släktet Forcipata och familjen dvärgstritar. Inga underarter finns listade i Catalogue of Life.